# 18113 Bibring
18113 Bibring (2000 NC19) là một tiểu hành tinh vành đai chính.